# Aeropsis
Aeropsis är ett släkte av sjöborrar. Aeropsis ingår i familjen Aeropsidae.
Kladogram enligt Catalogue of Life:
| Aeropsis | \| \| Aeropsis fulva \| \| \| \| \| \| Aeropsis rostrata \| \| \| \| |
|          | \| \| Aeropsis fulva \| \| \| \| \| \| Aeropsis rostrata \| \| \| \| |
|          | Aceste                                                               |
|          |                                                                      |
|          | Aeropsis fulva                                                       |
|          |                                                                      |
|          | Aeropsis rostrata                                                    |
|          |                                                                      |

|  | Aeropsis fulva    |
|  |                   |
|  | Aeropsis rostrata |
|  |                   |